# Villa Sommi Picenardi (Torre de' Picenardi)
Villa Sommi Picenardi è un edificio storico situato nel comune di Torre de' Picenardi in Provincia di Cremona. La villa - così come il paese che la ospita - deve il proprio nome, così come quello di alcune località limitrofe, alla nobile e antica famiglia dei Marchesi Sommi Picenardi che, in particolare tra ‘700 e ‘800, resero l'edificio una delle costruzioni di maggior pregio architettonico del periodo.
Il complesso, che deve la sua importanza alla presenza di uno dei primi e più significativi esempi di giardino all'inglese presenti in Italia, rimase proprietà esclusiva della famiglia per oltre 400 anni sino al 1954, tranne una piccola parentesi nell’800. Dal 1962 appartiene alla famiglia Cassani.

## La villa

### Descrizione degli esterni

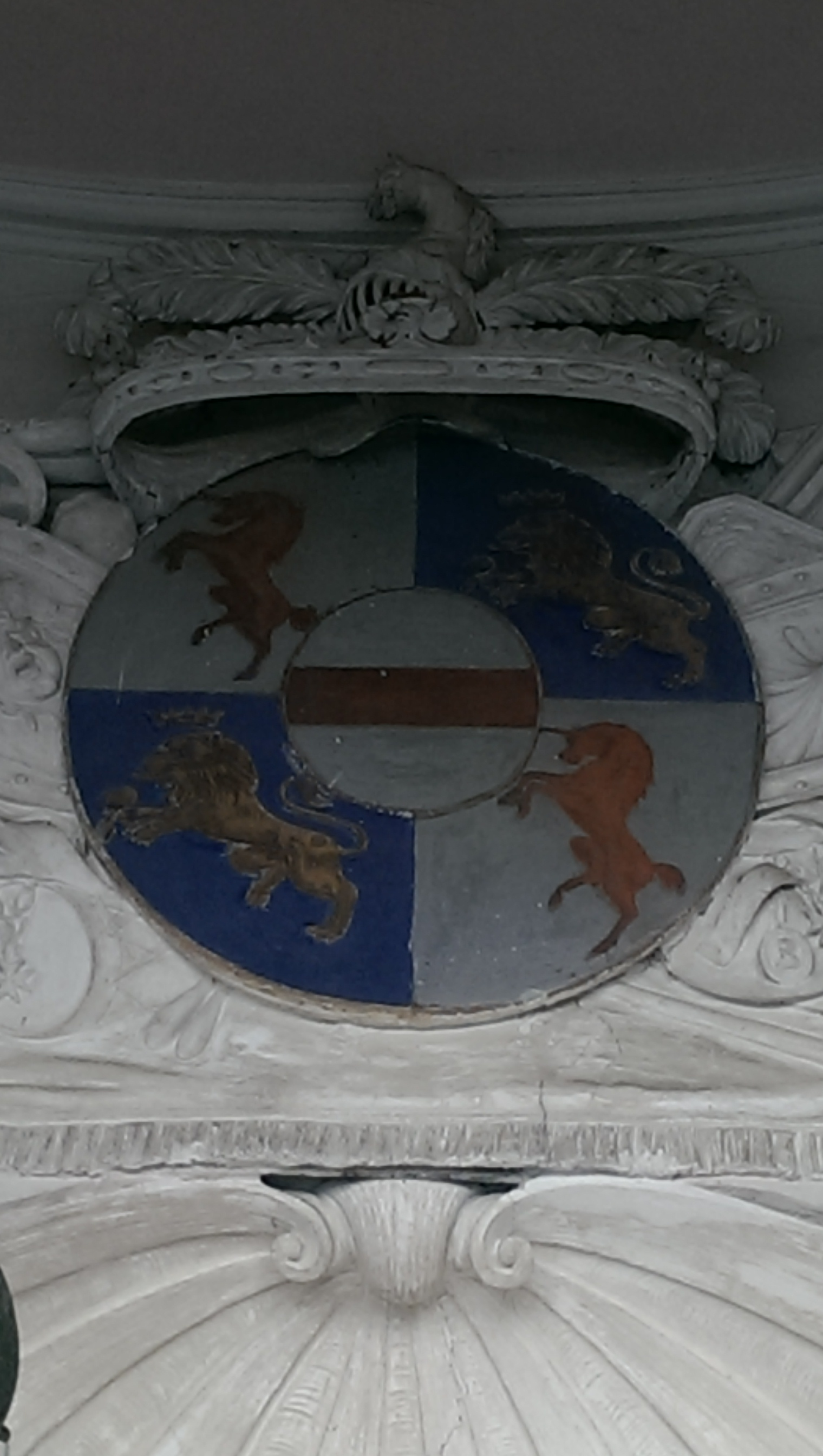
Stemma della famiglia Sommi-Picenardi

Dal sagrato della chiesa parrocchiale di Torre de' Picenardi, situata nella piazza del paese, guardando verso nord-est, cioè a sinistra, si presenta il "nobile aspetto" della villa-castello.
La posizione geografica del comune di Torre de' Picenardi, prossima al confine tra le province di Mantova e Brescia, può aver influenzato il carattere fortificato della villa pur essendo la sua posizione meno periferica rispetto alla città. Il complesso si presenta variamente articolato.
Il nucleo originario della villa è costituito dal "Castellotto", ovvero ii ruderi posti accanto ai rustici situati fuori del cortile d'onore della villa che prospettano direttamente sul fossato nelle forme di un castellino in mattoni a vista con merlatura alla guelfa.

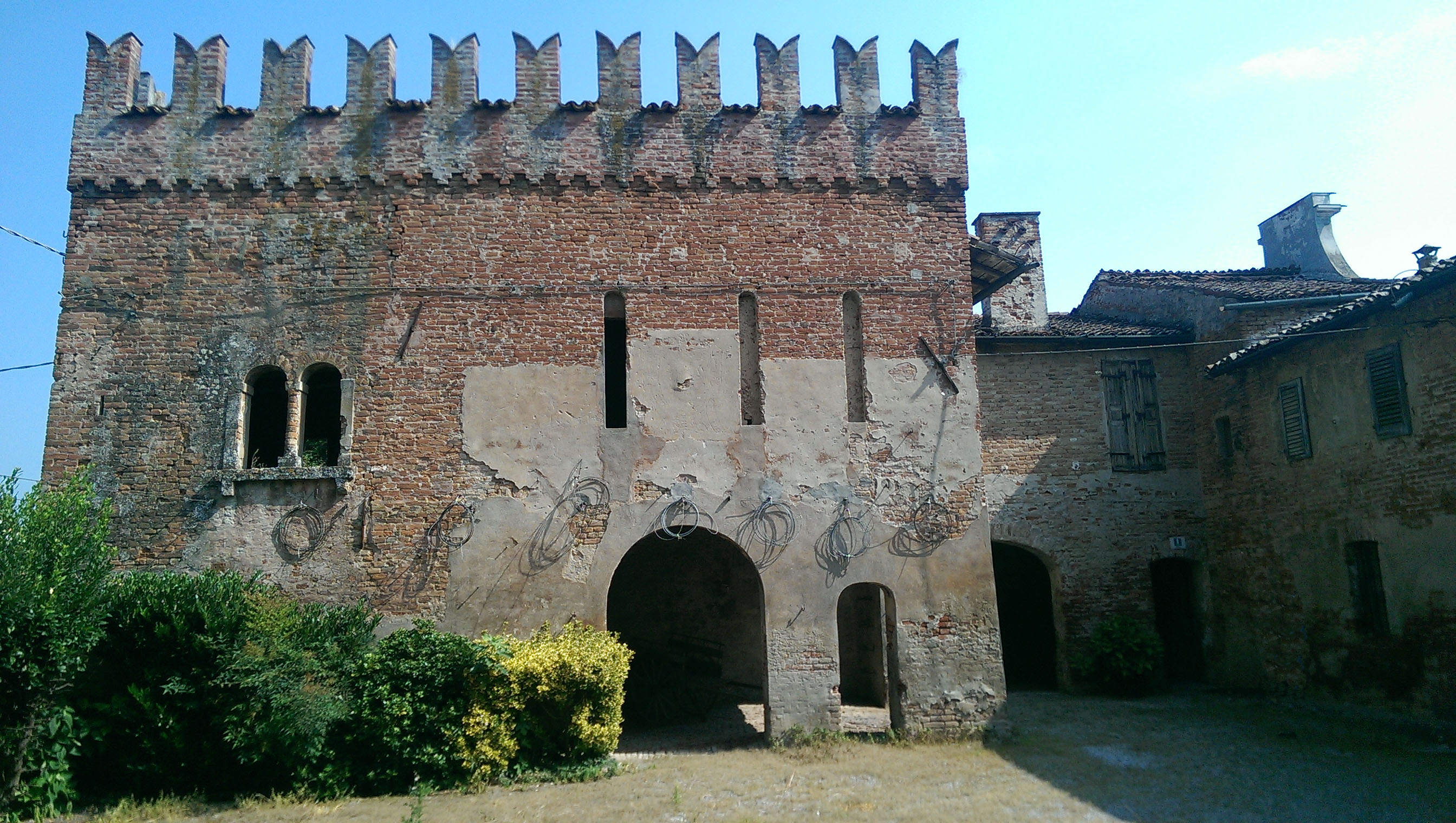
Il Castellotto costituiva il nucleo originario della villa

L'aspetto fortificato è in realtà conferito da quanto sta tra il fossato e il grande cortile. Due alte torri sono infatti collocate in testa ai corpi disposti sui lati lunghi, sporgendo anzi leggermente rispetto al cortile. Così facendo la U della pianta si presenta dentata aiutando a delineare meglio la forma rettangolare del cortile. La porzione del lato occidentale, rimasta aperta, è delimitata da un muro merlato che, al centro, si amplia in un rivellino spinto sul fossato munito a sua volta di garitte angolari rotonde e pensili.
Superando il ponte levatoio, che nella parte interna era fornito di argani e catene per sollevarlo, si entra nel cortile nobile che si presenta variamente contornato da un vero e proprio assemblaggio di edifici così disposti: lungo i lati meridionale ed orientale le zone residenziali che, unite dalla terza torre, ospitano i vari appartamenti mentre a settentrione si trovano le cosiddette "cappuccine basse" che si presentano come un lungo edificio con finestre a colonnette simili a quelle delle torri che fiancheggiano il ponte, al centro del quale è collocato un piccolo oratorio dedicato alla Beata Elisabetta Picenardi.
L'oratorio, che versava in uno stato di deplorevole abbandono, è stato oggetto di un rigoroso restauro, opera di un non meglio precisato professor Bellini, che ha interessato anche i due corpi che lo affiancano sul fronte occidentale.
Al centro di ogni corpo c'è un arco che immette in un androne da dove si entra in uno dei due cortili rustici.

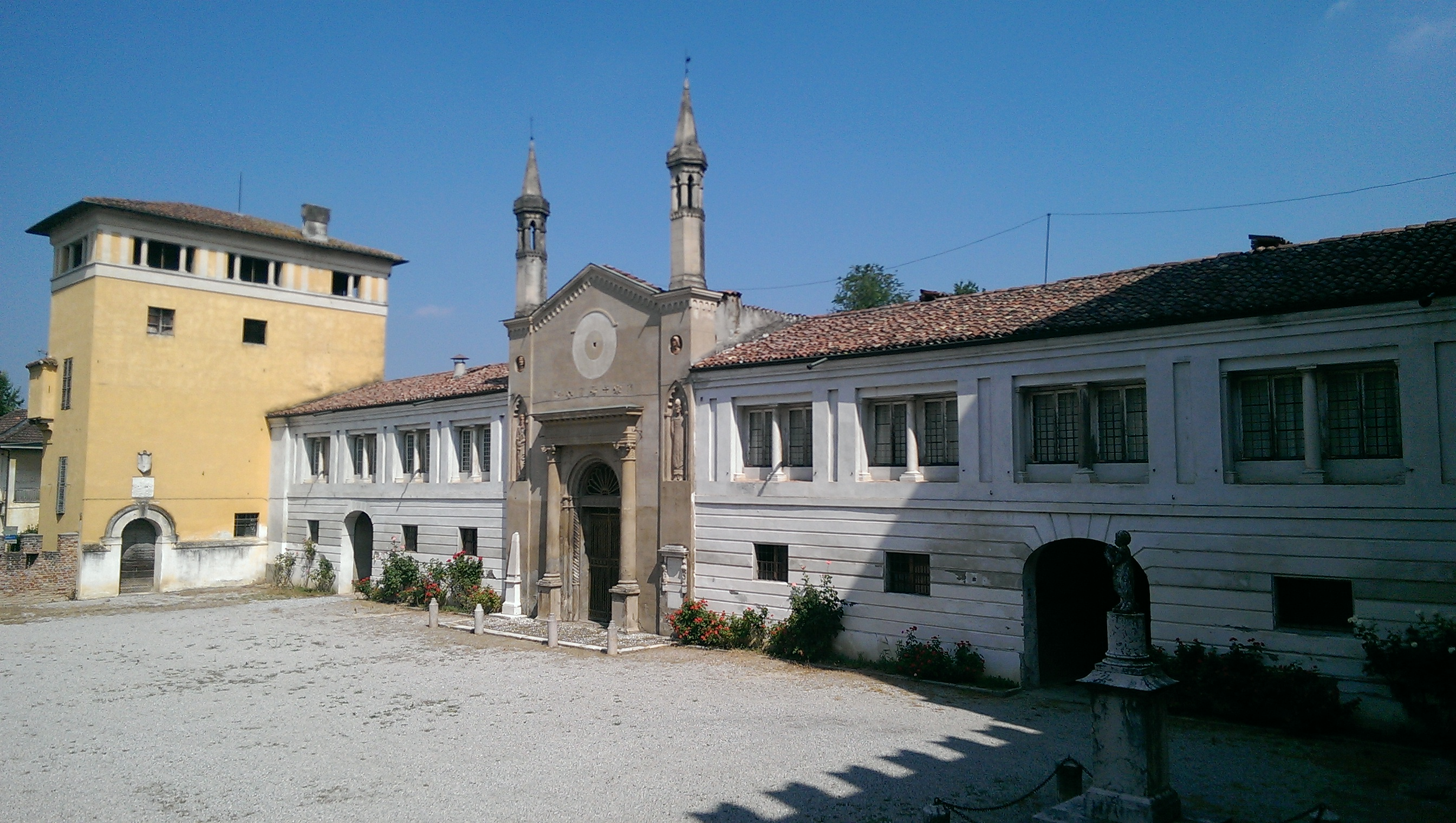
Cappuccine basse e Oratorio dedicato alla Beata Elisabetta Picenardi nel cortile nobile della Villa

Il primo androne, collocato a nord-ovest, porta al cortile minore dei due dove in origine si trovava la parte della fossa, poi colmata, che divideva il Castellotto dalla Villa mediante un ponte levatoio di cui si vedono ancora i resti.
Superando il secondo arco, quello posto a nord-est, si entra nel secondo cortile rustico chiamato anche delle rimesse. Di forma allungata, presenta la fronte maggiore, quella occidentale, formata da un'ala rustica e dalla casa originaria mentre la fronte orientale è interamente occupata da un lato della Bibliopinacoteca, eretta in tempi più recenti su progetto dell'architetto Luigi Voghera.
Esternamente si presenta come un imponente parallelepipedo caratterizzato da una sequenza di archi e da una muratura in bugnato trattata in maniera diversa in ciascuno dei due piani di cui si compone.
In questo stesso cortile, sul lato opposto a quello della Bibliopinacoteca, si trovava un tempo anche un teatro, demolito verso la fine del 1800.

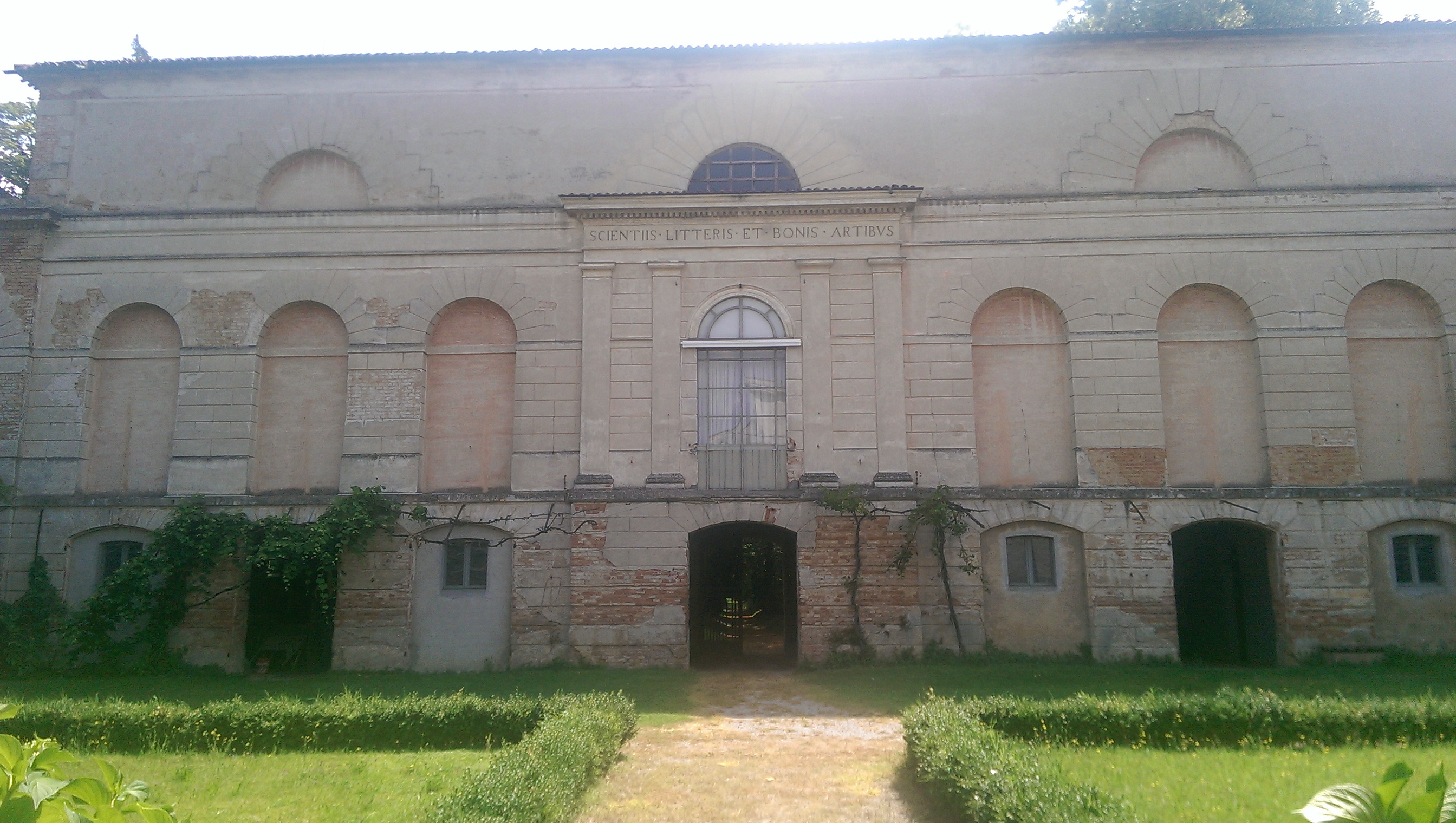
La Bibliopinacoteca occupa interamente il fronte orientale di uno dei cortili rustici

Ritornando nel cortile principale ad oriente, cioè a sinistra si apre il corpo principale della villa, mediano rispetto a tutto il complesso. È caratterizzato da un alto basamento classicheggiante contenente la galleria, anomalo nel contesto architettonico della restante parte. 
Il corpo di fabbrica risulta avanzato, a tre archi palladiani entro i cui spazi si trovano scolpite, in grandi tavole di marmo, altrettante iscrizioni commemorative. Questo basamento sostiene una terrazza a cui si accede dal secondo piano attraverso due portefinestre laterali. Altre aperture di questo tipo sono collocate anche lungo la facciata alternandosi a normali finestre: si tratta chiaramente del piano nobile.
Una cornice marcapiano le separa da una serie di oculi inquadrati da cornici in cotto: erano questi invece i locali adibiti al personale di servizio.
A coronamento dell'edificio è posta una merlatura alla ghibellina.
Si tratta di una costruzione aggiunta nel corso del XVIII secolo dall'architetto cremonese Faustino Rodi.
Ancora, alle due estremità si trovano le due torri delle quali una, come si è detto unisce questo corpo di fabbrica a quello posto a meridione, mentre l'altra lo unisce alle "Cappuccine Basse" ora descritte.

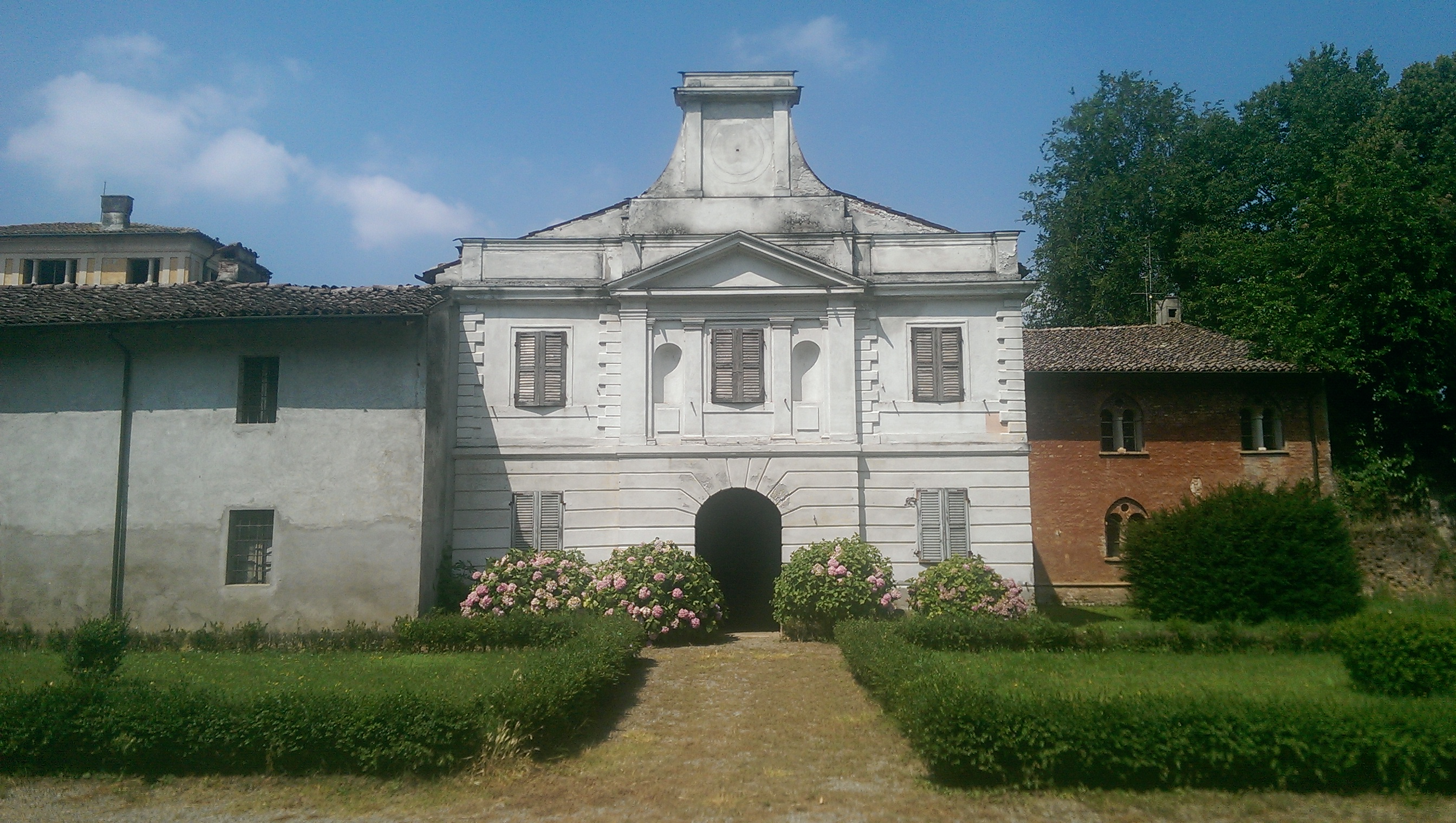
Facciata del teatro demolito verso la fine del 1800

Più coerente in se stesso è il fabbricato a meridione del cortile: si tratta di una seconda residenza subito oggetto di lavori di ristrutturazione per armonizzare il disegno di facciata. Anche questa parte del Castello si affacciava direttamente sul fossato, e solo nel XVIII secolo ne venne allontanata, creando un giardino all'italiana tuttora visibile.

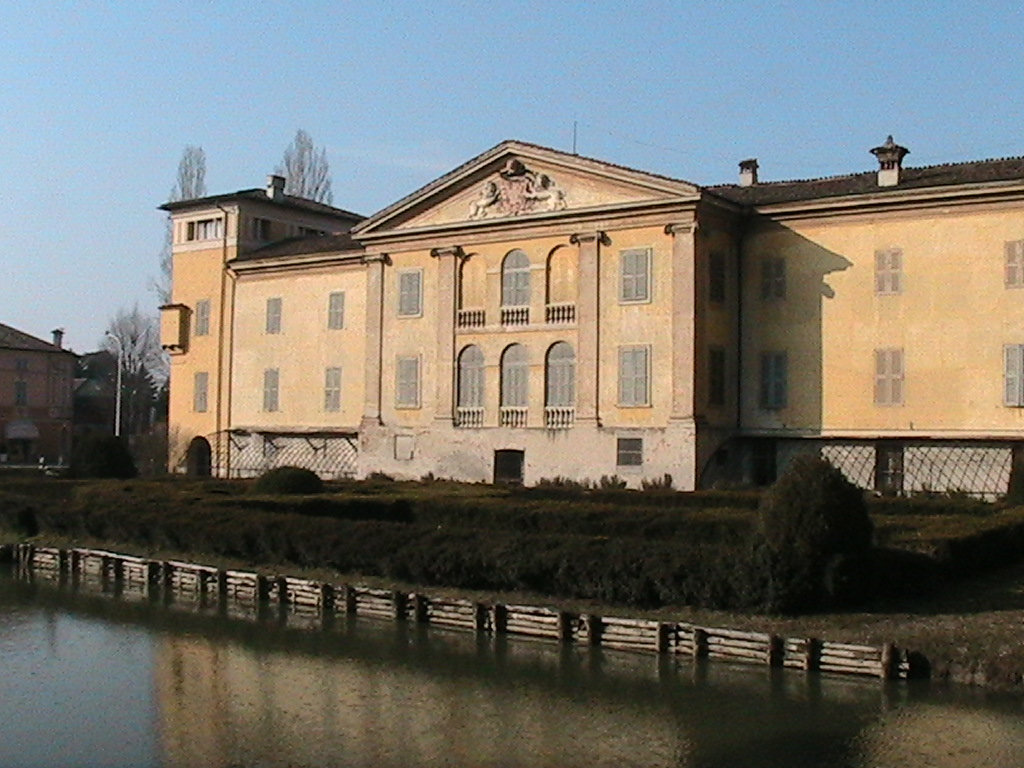
Vista del fronte neoclassico sul fossato

La parte sicuramente più interessante del complesso rimane pur sempre la facciata verso il giardino: "un ordine di finestre con bugnati, stipiti e frontoni, adorna il piano nobile; sulle finestre veggonsi varie storie della guerra trojana, opera di Grazioso Rusca". Si tratta di sette bassorilievi che narrano episodi dell’Odissea.
Le due torri che fiancheggiano questa facciata hanno la stessa decorazione: sulla torre di nord-est si vede lo stemma della famiglia Picenardi mentre su quella di sud-est l'arme dei Sommi.

## Il giardino

### Introduzione

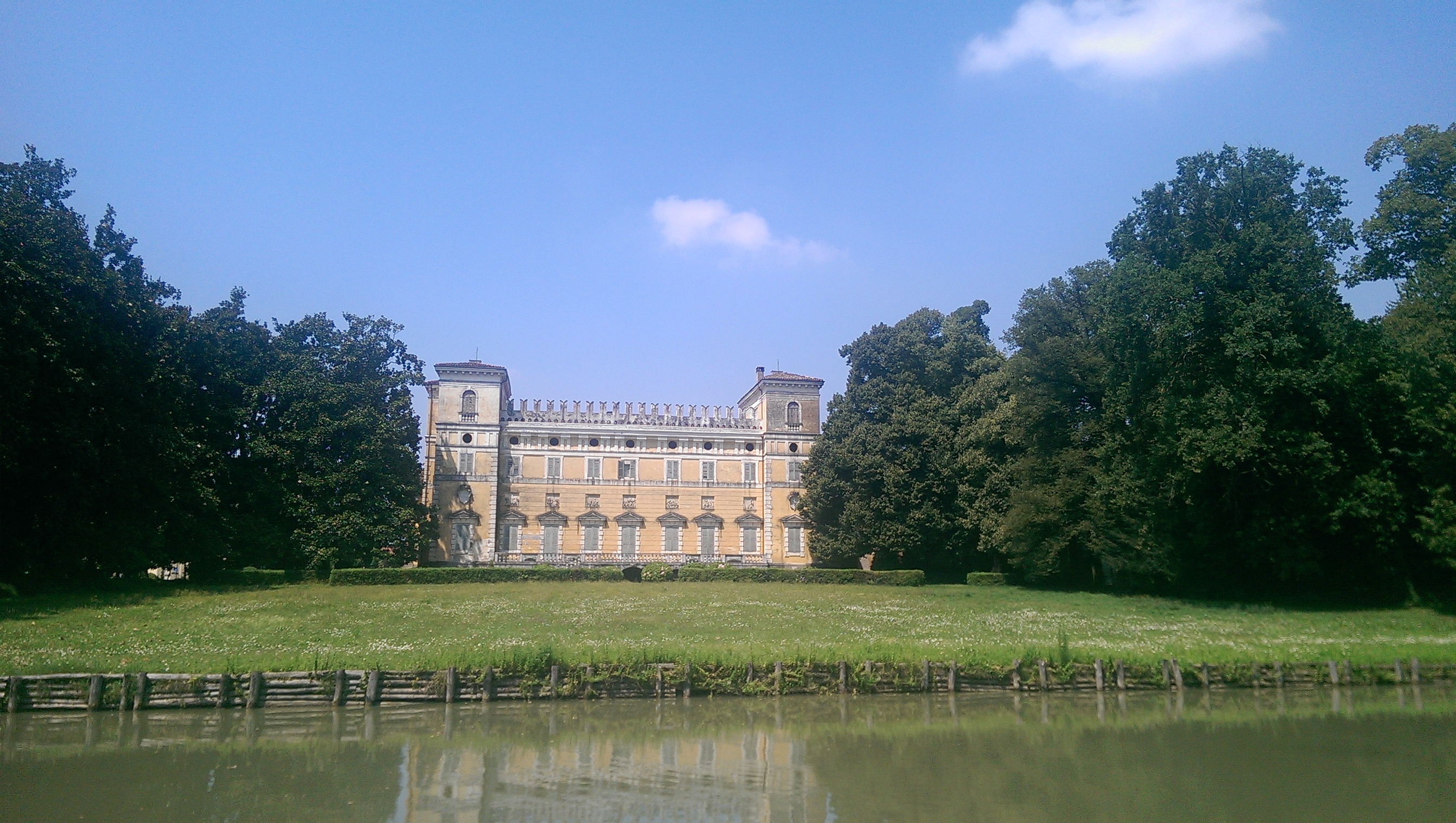
Vista dal parterre del fronte della villa che affaccia sul giardino

I gemelli Luigi Ottavio Picenardi e Giuseppe Picenardi sono stati gli ideatori del giardino che fiancheggia la loro villa. Ricordati come uomini molto colti, si dedicarono allo studio delle lettere, della poesia e dell'architettura, seguendo in ciò buona parte dei loro antenati. È nella realizzazione del giardino delle Torri che hanno utilizzato tutte le loro conoscenze e abilità creando un interessante esempio nella campagna cremonese di piena applicazione delle teorie del giardino all'inglese.
Il progetto può essere fatto risalire grosso modo al 1780: i gemelli "...Prendendo per modello la semplice natura abbellita dell'arte, (furono) assistiti soltanto delle descrizioni de' classici poeti, e dallo squisito pennello dei migliori pittori paesisti".
Il giardino era diviso in tre parti comunicanti fra loro; al suo interno si ritrovano tutti quegli elementi caratteristici del giardino paesistico: il tempio situato nel boschetto, com'era nel rito degli antichi egizi, sede dei sentimenti della vita campestre; la rovina come segno di malinconia del passato; le grotte che inducono alla solitudine e alla pace; il laghetto con le sue forme sinuose che non si riesce mai a cogliere nella sua interezza; il labirinto di siepi a sua volta elemento carico di significatività.
Sul modello fornito dalle Torri vennero progettati anche altri giardini tra cui quello della villa del Marchese Cusani di Desio e quello della Villa del Conte Ercole Silva a Cinisello Balsamo.
Gli esiti dell'ambizioso progetto non si limitano certo a questo: il mecenatismo dei due gemelli, ma in modo particolare quello di Giuseppe (Ottavio morì infatti nel 1816), trova riscontro con la cultura più aggiornata del suo tempo; molto probabilmente egli ha favorito l'incontro di due architetti molto importanti: Giuseppe Jappelli e Luigi Voghera.

### Il primo settore

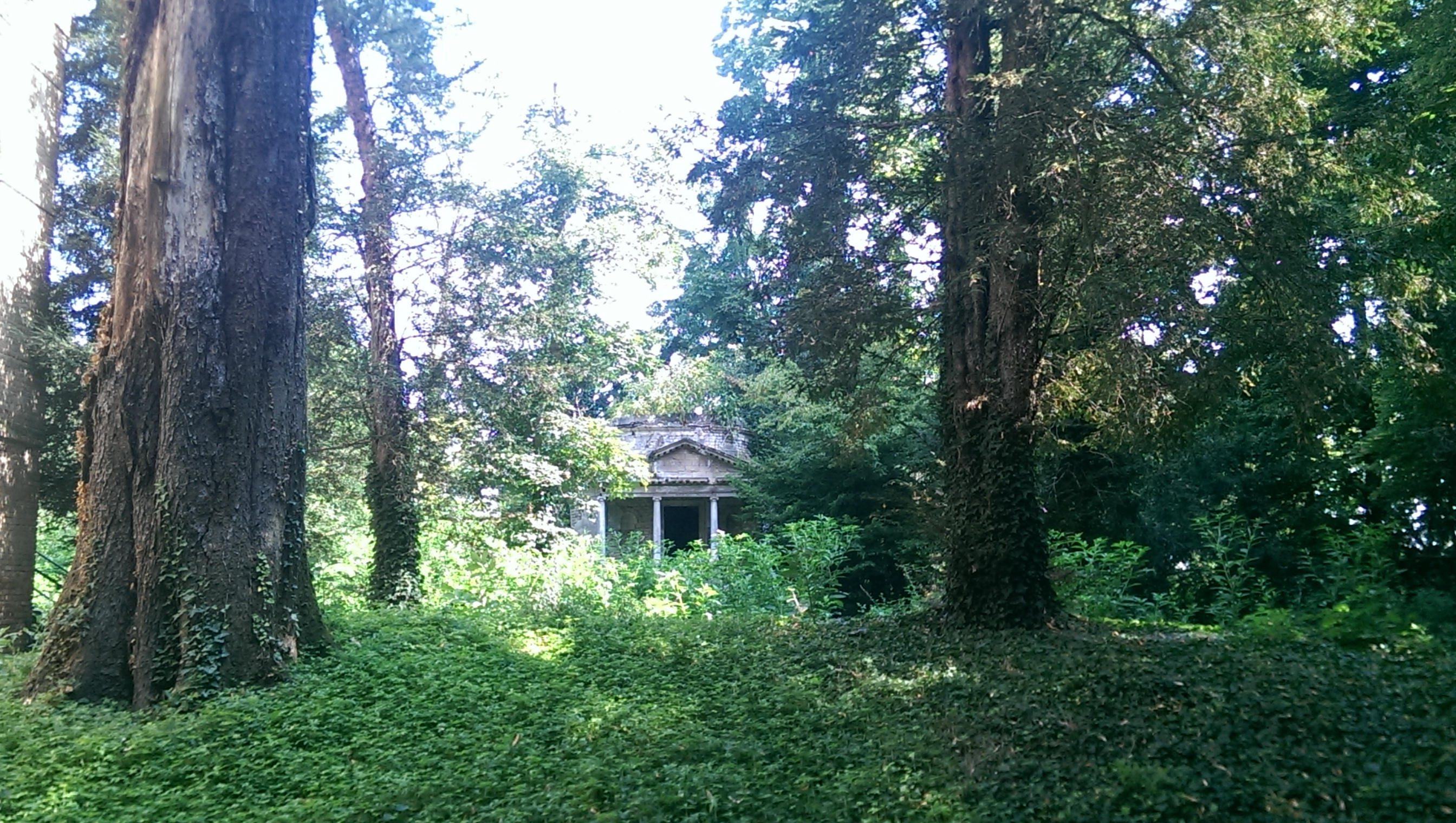
Tempietto del Genius Loci all'inizio del primo settore del giardino

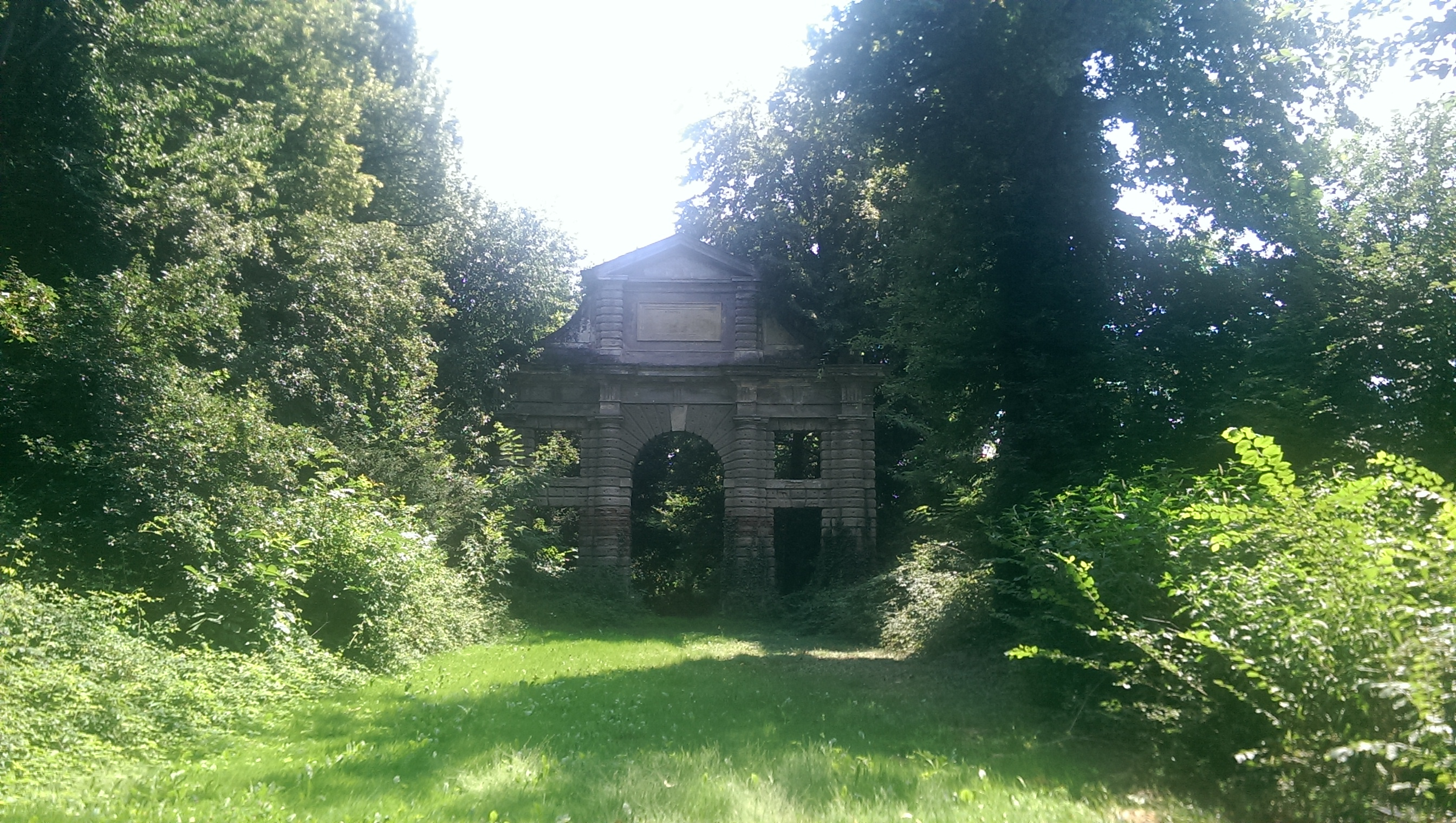
Arco della Concordia nel primo settore del giardino

È il settore che si trova alle spalle della villa, in direzione dell'asse ponente-levante. Di forma molto allungata è delimitato ad ovest dal fronte meridionale della stessa, a sud dalla pubblica strada, a nord e a est dal fossato. Nonostante l'incuria di decenni l'abbia ridotto in uno stato di degrado avanzato, è ancora possibile seguire le tracce dell'originario percorso caratterizzato da elementi in cui il gusto neoclassico per l'antico si fonde a suggestioni preromantiche con frequenti aperture verso citazioni letterarie.
Il sito di pianura mal si prestava alla realizzazione di un giardino all'inglese così "i Picenardi hanno dovuto usare ogni industria, adoperare ogni arte e tentare ogni mezzo per rendere vaga ed evidente una monotona natura".
Dal fronte della villa si potevano ammirare ampi viali, spazi erbosi divisi e ordinati all'interno dei quali trovavano posto gruppi di statue, fiori, globi astronomici: questi componevano un'area ellittica (il parterre), divisa nel mezzo dalla fossa del Castello e delimitata da un viale di olmi e ippocastani rispettivamente al di là e al di qua della stessa, dietro la quale si trovavano otto erme terminali consacrate agli dei campestri.
Tra le architetture presenti, vale la pena ricordare il tempietto del Genius Loci, così chiamato in omaggio al genio tutelare del luogo, un museo lapidario che mirava a simulare nell'aspetto, un vero scavo archeologico (andato completamente disperso), la cosiddetta "Isola di Esculapio" contenente ogni sorta di erbe medicinali.
Oggi il suo aspetto è completamente stravolto dall'incuria e praticamente, a meno di saltare il fossato, è anche irraggiungibile.

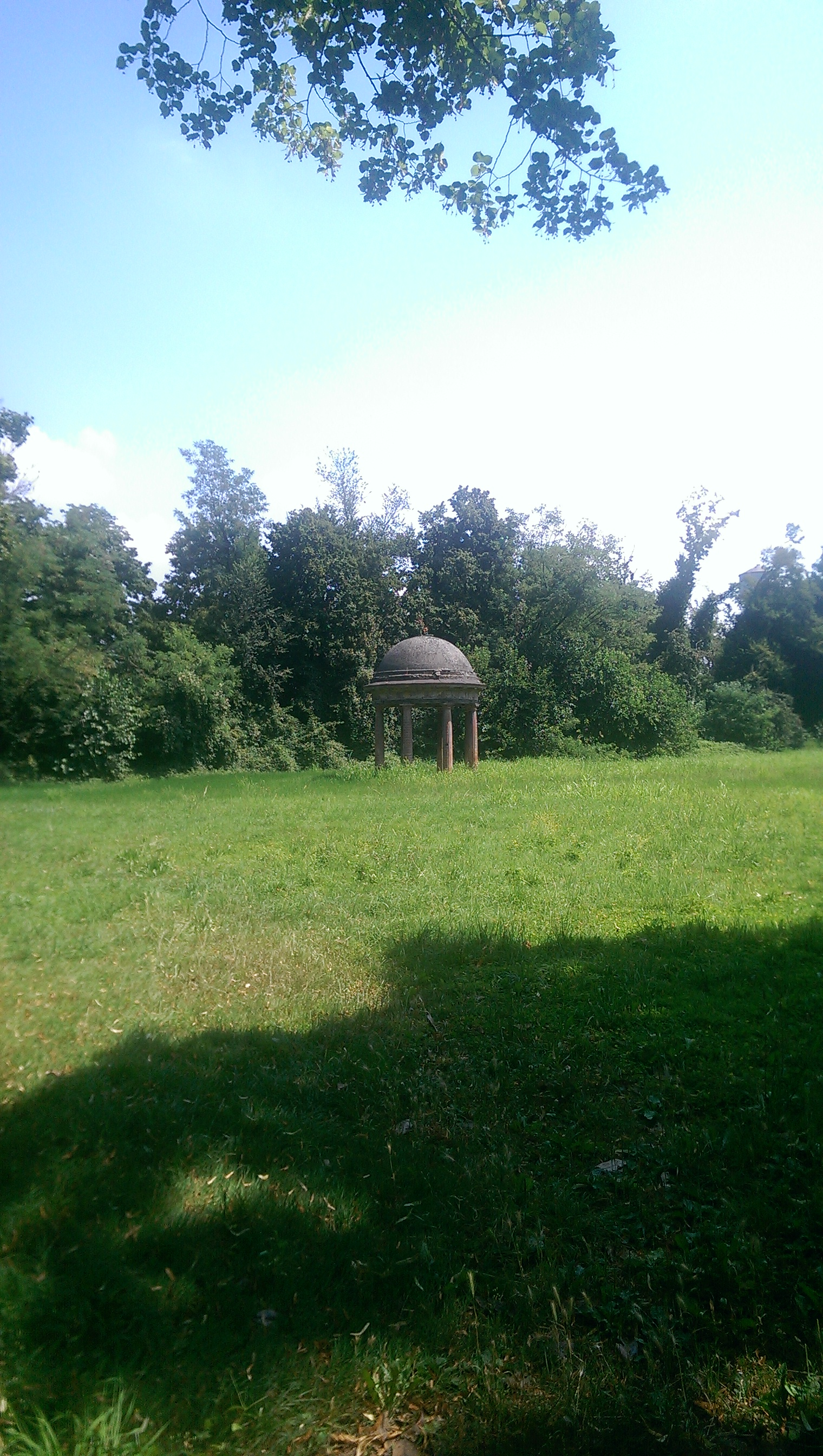
Tempio di Bacco nel primo settore del giardino

Poco oltre l'isoletta, in aperta campagna, si scorgeva "...un lungo viale di pioppi, in fondo al quale era una muraglia dipinta (che) figurava una pagoda cinese".
A breve distanza dalle simulate rovine di antichi teatri, un ponte mobile in legno, oggi non più esistente, attraversava il fossato conducendo il visitatore in prossimità del vigneto, anch'esso scomparso e al centro del quale trovava posto la statua del dio del vino Bacco. Questo era il luogo della produzione in quanto forniva un utile al proprietario rappresentando al contempo un elegante pretesto per legare il giardino alla campagna circostante.
Nella parte più esterna del parco, verso la frazione di San Lorenzo de' Picenardi e a destra del viale di Diana, si trovava il romitorio che oggi non esiste più, fatta eccezione per una porzione di muro soffocata da rampicanti e rovi. Un tempo vi si trovava anche una figura di legno seduta (un eremita), la quale, mediante un semplice meccanismo, dava un calcio a chiunque si avvicinasse per toccarlo: si trattava chiaramente di un automa con lo scopo di assicurare il divertimento dei visitatori del giardino.

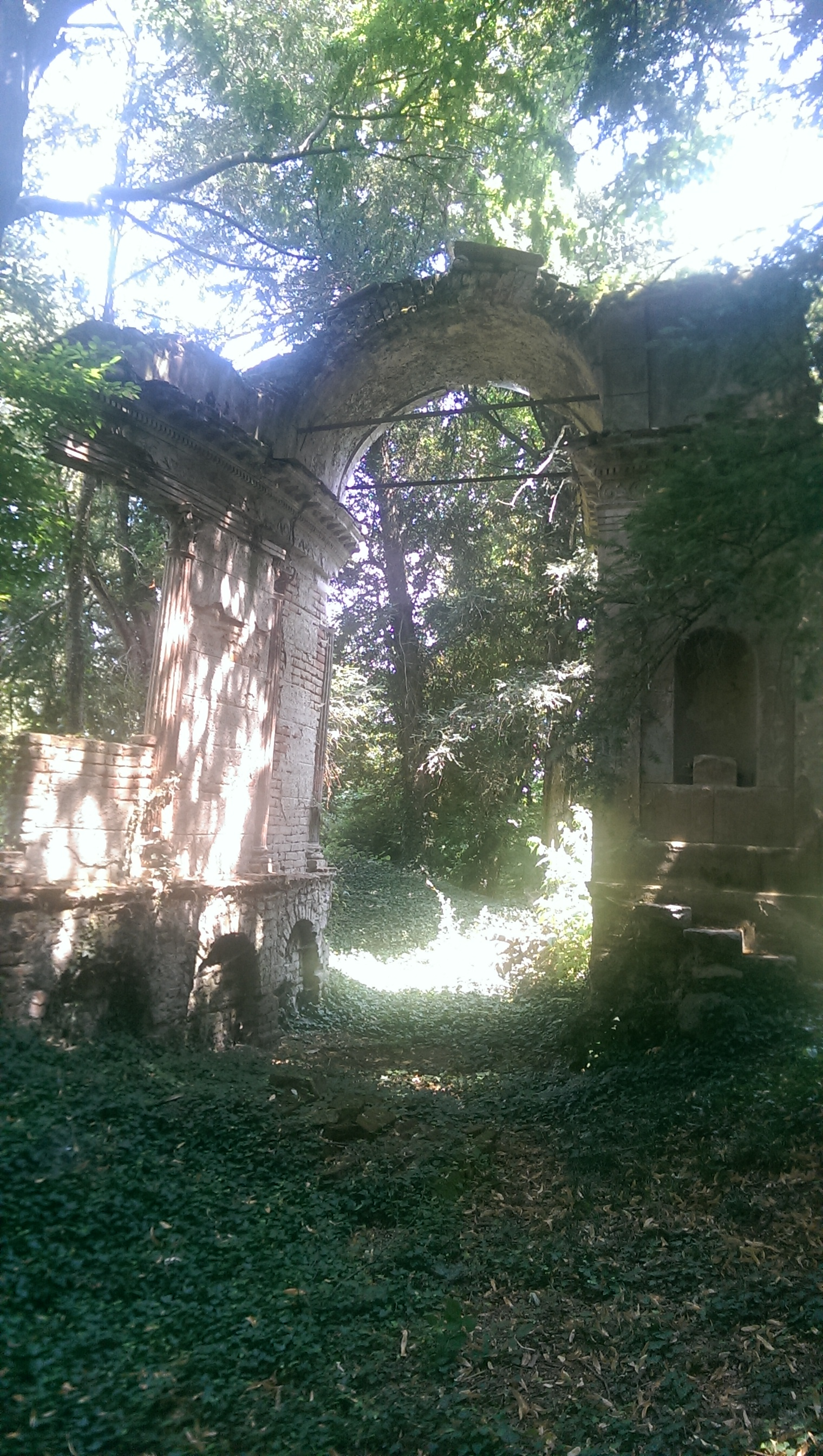
Romitorio

Proseguendo per un viale tortuoso si incrocia il viale che taglia al centro il parterre portando in un luogo dal quale si coglie nella sua interezza e maestosità l'intera facciata meridionale della villa. La sua singolarità risiede nel fatto che l'immagine è inquadrata dai fornici di un grandioso arco dedicato alla Concordia, progettato ad imitazione di quello che Andrea Palladio edificò a suo tempo a Vicenza in Campo Marzio.

### Il secondo settore
Il secondo settore del giardino oggi non esiste più: è stato infatti distrutto e sostituito con un quartiere residenziale edificato a villette.
Sembra che questo settore sia stato progettato esclusivamente per volontà di Luigi Ottavio Picenardi con l'idea di dotare il giardino di un settore a tema: quello prescelto è ispirato dall'Orlando Furioso di Ludovico Ariosto e dai versi della Gerusalemme Liberata di Torquato Tasso. Non sono casuali le scelte di questi due referenti dal momento che rientrano ampiamente nello spettro culturale nel quale i due gemelli erano inseriti.
Attraverso un "ombroso sentiero" si arrivava ad una grotta, detta di Catullo"...Costruita con sì mirabile arte, che facilmente si crederebbe naturale". Da questa si godeva una vista splendida: quella di un laghetto raggiungibile da un angusto inosservato ombroso sentiero". 
Nelle sue acque si ergevano tre isole: su una di queste sorgeva il tempio dedicato alle Ninfe e, nei pressi, "gli avanzi di un ponte e di un faro".
Passando sopra un secondo ponte che attraversava un altro ruscello formante una piccola cascata e giunti sulla sponda opposta del lago, si arrivava alla capanna di Angelica e Medoro. Si trattava di una costruzione di paglia e canne presso la quale si leggevano alcuni versi del canto XIX dell’Orlando Furioso.
"Appena esciti costeggiando un pigneto si vede ad un alto fusto appesa l'armatura d'Orlando colla iscrizione postavi da Zerbino. Manca Duridana perché già presa dal feroce Mandricardo. Segue la fonte intorpidita dall'infelice palladino, gli alberi schiantati ed infranti dall'eroe furioso lungo lo stretto calle e le grotte che di rifugio servirono agli amanti co' guasti fatti dal disperato conte ovunque incontrava scritti od incisi e variamente intrecciati i nomi di Angelica e Medoro amanti e sposi ne rinforzano l'illusione".
Considerati fra i migliori dell'intero complesso, questi luoghi ispirarono il celebre poema dell'abate Francesco Ghirardelli.

### Il terzo settore
L'ultimo settore del giardino Picenardi è posto a meridione della parte ariostesca ed era ad essa collegata mediante un ponte.
"Egli è questo una valletta aprica, alternata quà e là da dolci collinette, da boschetti, e da piani ineguali, messi altri a verde, altri a fiori, altri a frutti, ed altri ad utili erbaggi divisa da capo a fondo da un limpido serpeggiante ruscello, e variamente tagliata da bellissimi sentieri, che vanno, e vengono, quando ad arte e quando a capriccio intersecati, diramano, coincidono".
Anche questo settore del parco si presenta ricco di elementi architettonici al pari dei precedenti sebbene inizialmente fosse presente solo una piccola costruzione rustica creata per consentire ai visitatori giunti alla fine del percorso, di godere del meritato riposo. Questa costruzione fu sostituita dal Caffehaus.
Usciti dai luoghi ispirati al Furioso, attraverso tortuosi sentieri si giungeva ad una seconda grotta decorata con elementi marini superata la quale s’incontrava il tempio di Priapo.
L’ultima meraviglia prima di prendere ristoro al Caffehaus, luogo consacrato alla “cordiale amicizia” è rappresentata dal labirinto raggiungibile “...Ascendendo ad una comoda collina (dove ci) si diverte a vedere que' poveri Tesei che senza filo di Arianna restano colà intricati".
La facciata del Caffehaus, molto semplice, riprende l'architettura palladiana. Il corpo centrale avanza formando un vestibolo sulla cui porta si legge la scritta: AMICITIAE SACR.
Il casino è appoggiato ad una torre merlata la cui parte inferiore è abbellita da un bassorilievo raffigurante la Madonna (opera del Settignano) insieme ad alcuni stemmi e frammenti di lapidi. 
Poco distante, il cancello per recarsi al villaggio.
Nei pressi del Caffehaus sorge, protetto da alte piante, il tempio di Castore e Polluce, dedicato, come asserisce il Tiraboschi alla "fraterna tenerezza" e, facendo ritorno verso il secondo settore nel punto più alto del giardino, il monumento eretto in onore dell'Arciduca Ranieri, figlio dell'Imperatore Leopoldo II e viceré del Regno Lombardo Veneto, che aveva visitato la villa il 14 ottobre 1816.
Vi si giungeva lungo un viale che costeggiava il lago fino ad un ponte sospeso tra due piccole alture, denominate dalla popolazione di Torre "le montagne". Sotto il ponte passava la strada pubblica per S. Lorenzo de' Picenardi. Ridiscendendo dalla parte opposta si ritornava nel parterre che mostrava in tutta la sua bellezza la facciata orientale della villa.
Il terzo settore è attualmente la parte meglio conservata dell'intero complesso, ma a causa delle numerose ristrutturazioni subite, i suoi elementi presentano un aspetto talmente alterato da non destare particolare interesse storico.